# Volby do Národního shromáždění 1954
Volby do Národního shromáždění se konaly dne 28. listopadu 1954. Bylo v nich zvoleno 368 poslanců nejvyššího zákonodárného sboru Československa (Národní shromáždění).

## Profil zvolených poslanců
Z celkových 368 poslanců bylo 63 žen a 305 mužů. Profesně bylo zvoleno 95 dělníků, 70 rolníků, 21 vojáků a 182 představitelů inteligence, pracovníků stranických, kulturních a masových organizací a jiných profesí. Mezi poslanci bylo 24 předsedů JZD a tři předsedové státních statků. Národnostně bylo v Národním shromáždění 253 poslanců národnosti české, 98 slovenské, 9 maďarské, 3 ukrajinské, 3 německé a 2 poslanci polské národnosti. Podle věkové struktury bylo 56 poslanců ve věku 21-30 let, 136 poslanců ve věku 31-40 let, 111 poslanců bylo ve věku 41-50, 49 poslanců ve věku 51-60 a 16 poslanců bylo starších 60 let.

## Výsledky
|                |                                |                |           |        |         |        |  |
| Strana         | Strana                         | Strana         | Hlasy     | %      | Mandáty | %      |  |
|                | Národní fronta Čechů a Slováků | KSČ            | 8 494 102 | 97,89  | 172     | 100,00 |  |
| KSS            | Národní fronta Čechů a Slováků | 90             | 8 494 102 | 97,89  |         | 100,00 |  |
| nestraníci     | Národní fronta Čechů a Slováků | 56             | 8 494 102 | 97,89  |         | 100,00 |  |
| ČSS            | Národní fronta Čechů a Slováků | 20             | 8 494 102 | 97,89  |         | 100,00 |  |
| ČSL            | Národní fronta Čechů a Slováků | 20             | 8 494 102 | 97,89  |         | 100,00 |  |
| SSO            | Národní fronta Čechů a Slováků | 6              | 8 494 102 | 97,89  |         | 100,00 |  |
| SSl.           | Národní fronta Čechů a Slováků | 4              | 8 494 102 | 97,89  |         | 100,00 |  |
|                | Bílé lístky                    | Bílé lístky    | 182 928   | 2,11   | —       | —      |  |
| Platné hlasy   | Platné hlasy                   | Platné hlasy   | 8 677 030 | 99,60  |         |        |  |
| Neplatné hlasy | Neplatné hlasy                 | Neplatné hlasy | 34 688    | 0,40   |         |        |  |
| Celkem         | Celkem                         | Celkem         | 8 711 718 | 100,00 | 368     | 100,00 |  |

## Související článek
- Seznam členů Národního shromáždění republiky Československé po volbách v roce 1954